# Jacinto Martín Castillo
Jacinto Martín Castillo (Constanza, 30 de enero de 1910 - Rosario (Argentina), 22 de marzo de 1982) fue un pintor, retratista, escritor y poeta argentino.
Nació en la comuna Constanza (provincia de Santa Fe) el 30 de enero de 1910.
Sus padres fueron Agustín Castillo y Fermina Benjamina Rodríguez.
Se casó con Dina Sacchi, y fue padre de Ruth Lilia Castillo y César Agustín Castillo.
Falleció a los 72 años en la ciudad de Rosario (provincia de Santa Fe), el 22 de marzo de 1982.

## Títulos
- Maestro normal nacional, Escuela Normal «Domingo de Oro» de Rafaela (provincia de Santa Fe).[1]
- Profesor nacional de dibujo, Escuela Nacional de Bellas Artes «Prilidiano Pueyrredón», de la ciudad de Buenos Aires, año 1952.[1]

## Historia
En 1934 presentó algunas obras en el Salón de Santa Fe.
Desde entonces, continuó con sus exposiciones a lo largo de toda su vida, en distintos salones del país, de manera ininterrumpida.
Tuvo múltiple actividad, realizó publicaciones y conferencias didácticas sobre pintura, acuarela, óleo, dibujo.
En la Sociedad de Artistas Plásticos de Rosario fue vocal, secretario y presidente.
Entre 1948 y 1966 fue socio fundador, vocal y tesorero de la asociación Amigos del Arte.
Fue fundador y profesor de la Escuela Provincial de Bellas Artes «Manuel Belgrano», de Rosario.
En 1947 fue becado por la Dirección Provincial de Cultura para efectuar un plan de trabajos prácticos sobre plástica.
Entre 1952 y 1956 fue profesor de dibujo en el profesorado de la Facultad de Filosofía y Letras de la Universidad Nacional del Litoral, en Rosario.
En 1958 fundó el Taller de Arte Nacional, Universidad Nacional del Nordeste en Resistencia (provincia de Chaco), donde fue profesor.
Viajó por varias provincias argentinas y países limítrofes, dando conferencias y cursos en los que departió acerca de técnicas pictóricas modernas y literatura.
En 1970 ―a los 60 años― recorrió 18 países europeos en viaje de estudios, durante un lapso de 7 meses.
De 1971 a 1975 realizó exposiciones y charlas sobre sus viajes.
En 1975 ―habiendo sido profesor y director― fue nombrado decano de la Escuela Universitaria de Artes Plásticas de la Universidad Nacional de Rosario, cargo que desempeñó hasta 1980. Se debió retirarse debido a una grave dolencia.

## Obra
Museos, instituciones, escuelas, y particulares de diversos países guardan obras de Jacinto Castillo.
En este grupo figuran alrededor de 680 obras. Los datos de los depositarios se guardan en archivo.
- Casa de Argentina en Asunción del Paraguay.
- El Fogón de los Arrieros, en Resistencia (Chaco).
- Museo Municipal de Bellas de Artes, de Concordia (Entre Ríos).
- Museo Casa Carnacini de Villa Ballester (provincia de Buenos Aires), Sociedad Protectora del Huérfano, óleo Iglesia presbiteriana.
- Retrato de Ricardo Rojas, Museo Rojas de Buenos Aires.
- Retratos del doctor Obstrowski y mi hijo (exposición en Galería Libertad, de Buenos Aires).[6]
- Calle Rosario en Pasadena (California).
- Celda de San Martín en San Carlos (Nueva York).
- Paisaje de Achiras (Noruega).
- Retrato del Marqués de Aguado, en la Escuela Aguado (Rosario).
- Otoño en Rincón (Murcia, España).
- Cabeza de Ígor Stravinsky y Calle Córdoba en día domingo para el Club de Leones (Rosario).
- Paisaje del parque (Montevideo, Uruguay).
- Costa de Alberdi y Calle del Rincón (Asunción del Paraguay).
- Retrato del escultor Blotta (Rosario, Argentina).
- Paisaje precordillerano (Asunción del Paraguay).
- La Torre de los Ingleses y Paisaje de Tanti, de la Srta. Dorothy Waggne (en Chicago, Estados Unidos).
- El manquito, del Sr. Juan Rossi (en São Paulo, Brasil).
- Catedral de Reims, del mayor Romeno Marino (Buenos Aires).
- La casa del griego (Coronel Sánchez Matorras, Buenos Aires).
- El concertista (Alejandro Bartella-Francia).
- La hora azul (Perú).
- Paisaje entrerriano (en Forli, Italia).
- En el arroyito, para el Dr. Félix Martín Ibáñez (en Nueva York).
- Calle de Rosario, para Giovanni Luzeisano (en Roma, Italia).
- Verano, para Umberto Daltemulle (en Bolzano, Italia).

## Premios y recompensas[4]
- 1939: premio estímulo Concurso Biblioteca Mitre.
- 1942: primer premio en el Primer Salón de Bellas Artes Provincial de Santa Fe.
- 1943: medalla de oro “El Círculo” a paisaje, en el Cuarto Salón de Artistas Rosarinos.
- 1948: segundo premio Salón Motivos de la Ciudad, en Amigos del Arte, Rosario.
- 1948: segundo premio Salón de Retratos y Autorretratos, en Amigos del Arte, Rosario.
- 1948: primer premio Salón 27, por el Retrato Dr. Antonio Anadón.
- 1949: primer premio Salón Sanmartiniano, Sociedad Argentina de Artistas Plásticos de Rosario.
- 1950: segundo premio en el Concurso Municipal de Pintura.
- 1951: Gran Premio Salón 30, de Rosario, en honor al poeta Fernand Félix de Amador.[7]
- 1952: primer premio en el Salón de la Figura, Sociedad Argentina Artistas Plásticos de Rosario.
- 1965: medalla de oro, Intendencia Municipal de Rosario (Salón Homenaje a Manuel Musto, en el 25.º aniversario de su muerte).
- 1978: primer premio adquisición del Gobierno de la Provincia de Santa Fe. Cuadro “Calle Milenaria” en el Salón Nacional de Villa Constitución.

## Exposiciones
- 1934: Club Social Esperanza, en Esperanza (provincia de Santa Fe)
- 1940: exposición en el Ateneo «Luis Belso»
- 1945: Ateneo Chaco (en Resistencia, provincia de Chaco).
- 1940: exposición en la escuela Francisco Podestá
- 1947, 11 de julio: exposición personal en Amigos del Arte (Rosario).
- 1949, 3 de octubre: Galería Argentina (Buenos Aires).
- 1950, 20 de julio: Amigos del Arte (Rosario).
- 1953: Salón Ateneo (Resistencia Chaco).
- 1951: Asunción del Paraguay 14/02/1951
- 1950: Ateneo del Chaco (Resistencia).
- 1958: Ateneo del Chaco (Resistencia).
- 1963: exposición en Amigos del Arte (Rosario).
- 1936: Club Jockey de Rafaela (Rafaela, provincia de Santa Fe).
- 1948: Club Jockey de Rafaela
- 1950: Club Jockey de Rafaela
- 1950: Museo Municipal de Santa Fe
- 1948: Club Social de San Nicolás (San Nicolás, provincia de Buenos Aires).
- 1954: Barraca-Trapalanda (Río Cuarto, provincia de Córdoba).
- 1954: Biblioteca José Malet de Acebal
- 1955: Centro Ciudad de Rafaela
- 1955: Amigos del Arte (en Sunchales, provincia de Santa Fe).
- 1959: Museo Histórico y de Bellas Artes de Corrientes (provincia de Corrientes)
- 1960: Galería Renom
- 1960: Galería Nice (Buenos Aires).
- 1965: Galería Carrillo (Rosario).
- 1965: Galería Ciencia (Rosario).
- 1965: Ateneo Etchevehere (Paraná, provincia de Entre Ríos).
- 1966: Galería Carrillo (Rosario).
- 1967: Galería Lotrec de Córdoba
- 1967: Galería Argentina (Buenos Aires).
- 1971: exposición “Viejo Mundo sus Viajes”, en Galería Renom
- 1973: exposición de acuarelas en Galería Renom
- 1974: exposición de óleos Galería Borghese
- 1975, 20 de agosto: Galería Velásquez (Buenos Aires).
- 1976, del 15 al 30 de octubre: exposición de acuarelas en Galería Ross (Rosario).

## Conferencias y exposiciones en su memoria
- 1986, 23 de mayo: Muestra retrospectiva. Eliseo Miguel Flores inaugura muestra de Jacinto Martín Castillo. Homenaje de la provincia de Santa Fe a poetas, pintores y gente del arte y la cultura”.
- 1987, 1 a 12 de octubre: Exposición homenaje a sus plásticos fundadores, en Sociedad de Artistas Plásticos de Rosario.
- 1987, 11 de agosto: Centro Cultural Bernardino Rivadavia (Municipalidad de Rosario)
- 1987, 21 de agosto: artículo en la revista Primera Plana sobre el pintor Jacinto Castillo.
- 1994, 14 de julio: exposición anual en homenaje a artistas plásticos rosarinos: Jacinto Martín Castillo y Enrique Mc Grech (en la sala Augusto Schiavoni).
- 2000, agosto: Espacio de Arte (director: Oscar Fay)
- 2001, julio: «Homenaje al artista Jacinto Martín Castillo»; obra Hora de reposo en el Riachuelo (acuarela).
- 2001: MET Sistema Médico Privado, agenda de arte 2001 (CIBIT).
- 2002, primer cuatrimestre: «Almanaque del fin SCA»; obra Lanchón en descanso (a los 20 años de su muerte).
- 2011, 5 de octubre a 11 de diciembre: «“La diversidad de lo moderno” (arte en Rosario en los años cincuenta)» en Espacio de Arte Fundación Osde (Rosario).